# Dona Torr
Dona Ruth Anne Torr (28 d'abril de 1883 - 8 de gener de 1957) va ser una historiadora marxista britànica que va influir en el Grup d'Historiadors del Partit Comunista. A banda de les seves traduccions de diversos clàssics marxistes a l'anglès, potser és més coneguda per la seva biografia inacabada de l'important activista obrer, Tom Mann, Tom Mann and his Times (Londres, 1956).

## Primers anys
Dona Torr era filla de William Torr, que després fou vicari d'Eastham i Hon, i canonge de la Catedral de Chester. Tenia tres germanes i dos germans menors. La família Torr figurava al Burke's Landed Gentry i el seu avi, John Torr, havia estat un ric comerciant de Liverpool, membre del partit conservador i ferm anglicà. Dona va assistir al University College de Londres, completant una llicenciatura en anglès abans de la Primera Guerra Mundial.

## Estudiosa del marxisme i de la història
Abans de la formació del Partit Comunista, Torr era bibliotecària al Daily Herald (dirigit per George Lansbury), on va conèixer al seu futur marit, Walter Holmes. El 1920 fou membre fundadora (encara que no destacada) del Partit Comunista de Gran Bretanya. Posteriorment, va treballar en funcions polítiques a un segon terme, ajudant en les publicacions del partit i actuant com a missatgera durant la vaga general de Londres del 1926. També va viatjar a Moscou per a fer de traductora en el V Congrés de la Internacional Comunista, on l'alemany, que dominava perfectament, fou una de les llengües principals dels participants. És poc probable que parlàs en rus. També treballà a l'Institut Marx-Engels, on va traduir a l'anglès l'edició oficial soviètica en alemany de la correspondència de Marx i Engels (Londres, 1934). Això va fer que fos reconeguda com a estudiosa marxista en el seu retorn a Gran Bretanya. Després va supervisar la preparació d'una edició facsímil especial de "El Capital" de Marx per a George Allen i Unwin.
Torr va treballar a l'editorial del partit, Martin Lawrence (les inicials, "ML", eren una al·lusió a Marx i Lenin), que després es va fusionar amb una empresa literària d'esquerra per convertir-se en Lawrence i Wishart, on va treballar estretament amb l'ex-poeta Douglas Garman. Per celebrar el centenari de la revolució anglesa de 1640, el 1940 van encarregar al jove Christopher Hill l'edició d'un conjunt de tres assaigs, possiblement relacionats amb els plans de fer una “Facultat d'Història” al centre de formació del partit, Marx House, a Londres. Això estava pensat
| « | per ser un text oficial del partit amb articles i assaigs relacionats. […] S'ha subestimat el paper de Dona Torr. La valoració dels propòsits de Torr és essencial per analitzar la seva relació amb els historiadors tant de la preguerra com de la postguerra. | » |

El seu marit, Walter Holmes, va ser periodista al Daily Herald i durant els anys vint va treballar al Sunday Worker del Partit Comunista. Durant els anys 30 va ser un escriptor important i políticament ortodox en el Daily Worker amb publicacions a Rússia, i fins i tot visitant Manxúria per cobrir els atacs japonesos a la Xina, que va relatar amb testimonis de Manxúria. És possible que Dona Torr hi anàs. Tot i això, poques vegades escrivia cap material per a les publicacions del partit i només escrivia ocasionalment per a revistes del partit com Labour Monthly, controlades pel líder del partit Rajani Palme Dutt.

## Influència
Ja des de 1936, Torr s'havia fixat la tasca de promoure l'estudi històric al partit. Havia començat a treballar en la seva biografia de Tom Mann, publicant un fulletó el 1936. Va escriure a l'ideòleg del partit, Palme Dutt, que veia la necessitat de "formar nous historiadors, despertar-los i formar-los". Va participar activament en la formació d'un "Grup d'Historiadors Marxistes" el 1938, i posteriorment en el "Grup d'Historiadors" el 1946.
Un dels més generosos en el seu elogi a Torr va ser E.P. Thompson, que va passar molts anys treballant estretament amb ella en una biografia de William Morris, publicada pel partit. Va descriure el seu agraïment a Dona Torr al "Prefaci" al seu llibre The Making of the English Working Class:
Si bé no hi ha dubte de la seva relació, definir quina va ser la mena de "influència" real que va tenir en els darrers desenvolupaments metodològics de Thompson en el treball històric és discutible. Cèlebre amb els seus principals treballs pioners de "història des de baix", el primer gran treball de Thompson, Morris, mostra poc si existeixen aquestes influències. La seva obra principal, The Making of the English Working Class, va ser elaborada després de la mort de Torr.
Altres coneguts acadèmics del grup d'historiadors del partit comunista, com Christopher Hill i John Saville, van publicar una col·lecció d'assajos en honor seu, Democracy and the Labour Movement, al qual altres membres hi van intentar contribuir, però n'hi havia massa. Hill, un dels historiadors que més ha reconegut Torr, va escriure el "Prefaci" d'aquest recull:
| « | Ens va fer sentir la història sobre els nostres polsos. La història no eren paraules escrites en una pàgina, ni la successió de reis i primers ministres, ni simples esdeveniments. La història era la suor, la sang, les llàgrimes i els triomfs de la gent comuna, la nostra gent. | » |

Bona part del seu treball amb aquests joves historiadors del partit comunista consistia a promoure el seu ús de l'anàlisi marxista en el naixent camp de la “història del treball”, i sobretot per donar-li un gir comunista.
Al marge de la comprensió sofisticada del marxisme-leninisme, Torr no va mostrar cap signe d'adopció de metodologies originals, ni va mostrar un ús notable dels arxius en les seves altres obres. Tampoc hi ha proves d'un intent pioner en la història oral en el seu propi treball principal sobre Tom Mann. No se la pot veure com la fundadora d'un nou estil de recerca històrica, a diferència de Georges Lefebvre o de l'Escola dels Annales de França.
No obstant això, una forma de fer perdurar la influència organitzativa derivava del cercle de Torr, va ser la creació des del Grup d'Historiadors de dos instruments: la revista de recerca Past & Present i, posteriorment, la Labour History Review. Es va crear una societat vinculada, més sovint associada a estudis moderns i medievals. Després de la seva mort, els "Moderns" (una sub-secció del grup) van incorporar altres persones per formar la Society of Labour History, que perviu fins als nostres dies, i publica una important revista pròpia. Indirectament, el grup d'historiadors que ella va ajudar a fundar, i els seus membres, també van fer possible la formació del Taller d'Història (History Workshop) i altres conferències i esdeveniments per aprofundir en l'estudi de la història, des de l'esquerra, a la Gran Bretanya. Sovint foren rebutjats pel corrent majoritari d'historiadors acadèmics, però els esforços dels successors de Torr i el seu grup d'historiadors, han persistit, alguns en l'educació d'adults, o precàriament a les vores de l'acadèmia, però mai no han desaparegut, elaborant una gran varietat d'estudis culturals, treballs feministes i continuant aportant a la història del treball i del moviment obrer.

## Obres
- Tom Mann (1936)
- "Correspondence: Marx and Engels" (1934), traduïda per Dona Torr.
- Marxism, nationality and war / a text-book (editor) (1940)
- Marxism and war (1943)
- History in the making (General Editor) (1948) amb J. Jeffreys, C. Hill & E. Dell, E. Hobsbawm
- Tom Mann and his Times, vol. 1 (1956)
- Democracy and the Labour Movement. Essays in honour of D. Torr (editat per John Saville, Christopher Hill, George Thomson i Maurice Dobb) (1954)
- "Tom Mann and his Times, 1890–92," Londres, 1971